# Hilary Jenkinson
Sir Charles Hilary Jenkinson (Streatham, 1º novembre 1882 – Londra, 5 marzo 1961) è stato un archivista britannico, che ha avuto il merito di aver portato nel Regno Unito le novità in merito alla scienza archivistica che si stavano sviluppando sul continente.

## Biografia

### Vita privata
Charles Hilary Jenkinson nacque a Streatham, nei pressi di Londra. Figlio di William Wilberforce Jenkinson, un agente immobiliare, e di Alice Leigh Bedale, Charles Hilary fu educato al Dulwich College e al Pembroke College dell'Università di Cambridge, laureandosi come il primo del corso in Lettere classiche nel 1904. Durante la prima guerra mondiale, servì nella Royal Garrison Artillery, e prestò servizio in Francia e in Belgio dal 1916 al 1918. Jenkinson si sposò con Alice Violet Rickards nel 1910: restarono uniti fino alla morte di lei, avvenuta nel 1960. Jenkinson morì un anno più tardi il 5 marzo 1961 al St. Thomas Hospital di Londra. La coppia non ebbe figli. 

### Carriera

#### Il lavoro negli Archivi Nazionali del Regno Unito
Nel 1906 entrò a far parte dello staff del Public Record Office e collaborò alla sistemazione e alla classificazione dei registri del tesoro medievale (Medieval Exchequer). Nel 1912, fu incaricato della ricerca, che poi riorganizzò sulla base delle critiche addotte nel primo rapporto della Royal Commission on Public Records. Dopo il suo servizio militare, Jenkison lavorò all'Ufficio della Guerra fino al 1920. Ritornato all'ufficio del registro pubblico, riorganizzò il reparto riparazioni e in seguito il deposito, nel quale si trasferì nel 1929. Fu nominato segretario e principale assistente guardiano nel 1938.

#### Durante la Seconda guerra mondiale e il periodo postbellico
Durante il 1944 e il 1945, fece parecchie e approfondite visite in Italia, Germania, e Malta come consulente per gli affari di guerra negli archivi, associata alla sottocommissione per i monumenti, le belle arti e gli archivi, che svolge un ruolo importante nella protezione degli archivi in quei paesi dal peggiore dei saccheggi della guerra. Nel 1947, Jenkinson, insieme ad H.E. Bell, sostenne la necessità di proteggere e preservare gli archivi di un paese, anche durante il periodo di guerra, affinché la santità della prova potesse essere preservata negli archivi. Dal 1947 fino al suo ritiro nel 1954, Jenkinson servì come conservatore deputato (ovvero amministratore delegato) del deposito presso gli Archivi Nazionali del Regno Unito.

#### L'attività d'insegnamento
Jenkinson insegnò paleografia, diplomatica e archivistica a Cambridge, al King's College London e all'University College of London. Scrisse una serie di volumi sulla paleografia e sulla diplomatica, e il suo Manual of Archive Administration (1922; edizione rivisitata nel 1937), divenne un lavoro che influenzò notevolmente la scienza archivistica nel Regno Unito e in Irlanda.

#### Altri incarichi e ruoli
Jenkinson è stato segretario onorario della Surrey Archaeological Society. Ha avuto un ruolo guida nel creare la Surrey Record Society nel 1912; e da allora in poi, come segretario e direttore generale fino al 1950, ebbe un ruolo decisivo nello stabilire i principi di redazione e pubblicazione del patrimonio archivistico. Fu fondatore, Segretario Onorario (1932-47) e Vicepresidente (1954-1961) della British Records Association (Associazione degli Archivisti Britannici); Presidente della Jewish Historical Society of England (1953-1955); e presidente della Society of Archivists (1955-61). Ha anche svolto un ruolo importante nella creazione del National Register of Archives nel 1945. Jenkinson è stato il rappresentante britannico per il Consiglio internazionale degli archivi dell'UNESCO, diventando in seguito vicepresidente del Consiglio stesso.

## Il pensiero archivistico

### IlManual of Archive Administration
Il saggio di archivistica di Jankinson, il Manual of Archive Administration, fu pubblicato nel 1922 e ripubblicato in una seconda edizione (rivista ed espansa, ma non significativamente alterata nei principi basilari) nel 1937. Il libro è descritto da John Ridener come «uno dei trattati maggiormente ampi sulla teoria degli archivi e sul mestiere di archivista» per aver introdotto i concetti archivistici già sviluppati sul Continente in Gran Bretagna e nel resto del mondo anglosassone, insieme ad alcune sue originali interpretazioni.
Per esempio, Jenkison rifiutò la pratica di accettare singoli documenti in un archivio, come l'accettare documenti provenienti da archivi privati, che egli considerava essere un errore dei teori francesi e belgi. Comunque, Margaret Procter sostiene che, nonostante lo status iconico di Jenkinson, il suo lavoro si è anche notevolmente appoggiato su una tradizione teorica britannica esistente. I principi basilari nella teoria archivistica di Jenkinson sono
- L'oggettività del documento archivistico
- Le respect pour les fonds (ovvero il principio di pertinenza) e il significato dell'interrelazionalità dei documenti[13].
- La natura organica dei documenti archivistici durante la fase di creazione e di conservazione, e il legame con gli altri documenti[14].
- La necessità di una custodia e di un controllo continuo dei documenti d'archivio al fine di preservare il loro significato[14].
- L'archivista come custode imparziale. Jenkinson riteneva che la gestione dell'archivio (incluso lo scarto e la distruzione di documenti non importanti) non era la responsabilità degli archivisti, ma dei creatori dei documenti, da intraprendere prima che i documenti fossero trasferiti nell'archivio[13]. Jenkinson rinforzò anche l'idea che l'archivista non è l'analista del contenuto, ma il conservatore di qualsiasi prova rilevante per coloro i quali desiderino consultare i documenti[15].

Jenkinson vedeva «il bravo archivista» come «forse il più altruista devoto della Verità che il mondo moderno produce». E ancora: «Il suo Credo, la Sacralità dell'Evidenza; il suo Gusto, la Conservazione di ogni Scarto d'Evidenza allegato a qualsiasi documento che si trova a suo carico; il suo scopo, fornire, senza pregiudizi o ripensamenti, per tutti coloro che desiderano conoscere i mezzi di conoscenza». Ulteriormente, riaffermava questa posizione per dipingere l'essere archivista come una «professione di fede», un professionista serio che è intransigente nel proprio dovere.

### Le critiche
La posizione di Jenkisnon quale teorico dell'archivistica in terra britannica non fu esente da critiche, talvolta molto forti. Tra i critici principali di Jenkinson vi fu T.R. Schellenberg, la controparte statunitense di Jenkinson, il quale criticò la sua teoria riguardante lo scarto e la selezione dei documenti. John Ridener attribuisce le loro differenze di vedute al fatto che, in contrasto con la preoccupazione di Schellenberg per la gestione deI documenti moderni, la teoria di Jenkinson si fonda su «organizzazioni di archivi medievali» e che quindi non è adatta a gestire la maggior parte dei documenti e quindi degli archivi moderni.
Per quanto riguarda l'ambiente britannico Jenkinson, nella sua carriera professionale presso il Public Record Office, e in particolare come Deputy Keeper dal 1947 al 1954, fu spesso considerato un conservatore autocratico e inflessibile. Elizabeth Shepherd commenta che «è stato solo dopo la sua pensione che il PRO poteva finalmente sviluppare un approccio professionale all'archiviazione al suo lavoro», poiché a Jenkinson non piacevano le interpretazioni individuali o i diversi punti di vista della sua filosofia.
Le convinzioni fondamentali di Jenkinson nell'oggettività degli archivi e nell'intendere l'archivista come custode neutrale hanno subito notevoli critiche e revisioni negli ultimi anni. Scrivendo nel 1997, Terry Cook ha commentato: «Nella sua forma più estrema, l'approccio di Jenkinson permetterebbe al patrimonio archivistico di essere pervertito dal capriccio amministrativo o dall'ideologia dello stato, come nell'ex Unione Sovietica, dove la provenienza è stata minata dall'istituzione di un fondo statale e le registrazioni archivistiche raggiunsero valore unicamente dal grado in cui riflettevano la visione ufficiale della storia».

### L'eredità
Scrivendo nel 1980, Roger Ellis e Peter Walne commentarono che «[n]essuno un uomo aveva più influenza sulla creazione della professione di archivista in Gran Bretagna che Sir Hilary Jenkinson». Terry Eastwood, nel 2003, definì Jenkinson «uno dei più influenti archivisti nel mondo anglosassone».
Jenkinson ha influenzato la decisione dell'Università di Londra di istituire un programma per ricevere il diploma di archivistica, facendo poi discutere al diplomato la sua prima lezione. Un programma del genere concerneva la volontà di Jenkinson di formare scientificamente l'archivista facendolo andare oltre il suo classico compito di protocollare i documenti e di formare, così, una nuova generazione di archivisti tramite il suo metodo. Dopo la sua morte, Oliver W. Holmes ha scritto nell'American archivist che il lavoro di Jenkinson era diventato una fonte di riferimento per tutto il personale inesperto. Dal 2007, il Dipartimento di studi sull'informazione all'University College di Londra ospita una conferenza annuale in onore di Sir Hilary Jenkinson.

## Principali pubblicazioni
- (EN) Charles Hilary Jenkinson e Charles Johnson, English Court Hand, A.D. 1066 to 1500, Oxford, Clarendon Press, 1915. URL consultato il 3 marzo 2019.
- (EN) Charles Hilary Jenkinson, Palaeography and the Practical Study of Court Hand, Cambridge, Cambridge University Press, 1915. URL consultato il 3 marzo 2019.
- (EN) Hilary Jenkinson, A manual of archive administration, Londra, P. Lund, Humphries & co., 1937  [1922], OCLC 600337056. URL consultato l'11 febbraio 2019., rivisto ulteriormente nel 1965
- (EN) Charles Hilary Jenkinson, Elizabethan Handwritings: a preliminary sketch, Londra, Oxford University Press/Bibliographical Society, 1922.
- (EN) Charles Hilary Jenkinson, The Later Court Hands in England from the Fifteenth to the Seventeenth Century, Cambridge, At the University Press, 1927, OCLC 328003500., 2 voll.
- (EN) Charles Hilary Jenkinson, The English Archivist: a new profession. Being an inaugural lecture for a new course in archive administration delivered at University College London, etc., Londra, H. K. Lewis & Co., 1948, OCLC 771579040.
- (EN) Charles Hilary Jenkinson, A Guide to Seals in the Public Record Office, Londra, HMSO, 1968  [1954], OCLC 5253334.
- (EN) Charles Hilary Jenkinson, Selected Writings of Sir Hilary Jenkinson, a cura di Roger H. Ellis & Peter Walne, Chicago, Society of American Archivists, 2003  [1980], OCLC 603686411.

Una completa bibliografia degli scritti di Jenkinson fino al 1956 è apparsa col titolo:
- Roger Ellis e William Kellaway, A Bibliography of the Writings of Sir Hilary Jenkinson, in J Conway Davies (a cura di), Studies presented to Sir Hilary Jenkinson, C.B.E., LL.D, F.S.A., Londra-New York, Oxford University Press, 1957,  p. 480–94, OCLC 2098339.

Saggi in memoria
- Charles Hilary Jenkinson, Studies presented to Sir Hilary Jenkinson, C.B.E., LL.D, F.S.A., a cura di J. Conway Davies, Londra, Oxford University Press, 1957, OCLC 313587533.
- Albert E.J. Hollaender e Society of Archivists (a cura di), Essays in Memory of Sir Hilary Jenkinson, Chichester, Moore & Tillyer, 1962, OCLC 219486466.

## Onorificenze
Dal momento che era un membro della Society of Archivists of Great Britain, Jenkinson fu anche un membro onorario della Society of American Archivists. Jenkinson fu anche insignito di un fellowship onoraria dalla University College di Londra, così come di un Laurea honoris causa (LLD) dall'Università di Aberdeen.